# 伊加拉佩米里

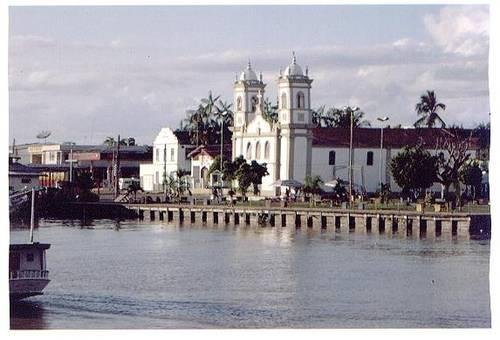
伊加拉佩米里

伊加拉佩米里（葡萄牙語：Igarapé-Miri），是巴西的城鎮，位於該國北部，由帕拉州負責管轄，始建於1843年10月16日，面積1,996.82平方公里，海拔高度17米，2010年人口58,077，人口密度每平方公里29.08人。